# Henricus Regius
Henricus Regius vagy holland nevén Hendrik de Roy (Utrecht, 1598. július 29. – Utrecht, 1679. február 18.) holland orvos, fizikus, a karteziánus természettudomány egyik leghaladóbb követője.

## Életútja
A franekeri egyetemen végzett orvosi tanulmányokat. Doktorátusa elnyerését követően előbb egy kelet-frízföldi faluban, majd Naardenban, végül szülővárosában, Utrechtben vitt orvosi praxist. Az utrechti egyetem megnyitása után nem sokkal orvostudományi és fizikai előadásokat tartott az egyetemen. A kartezianizmus forradalmi tanait népszerűsítő tanár a diákság körében rendkívül népszerű volt, és 1638-ban az elméleti orvostudomány és a növénytan rendkívüli tanárává nevezték ki. Az egyetem ortodox tanári kara, élén Gisbertus Voetius rektorral, azonban nem nézték jó szemmel a karteziánus orvos működését, és 1642-ben eltiltották a filozófiai előadások megtartásától. A kartezianizmus elfogadottabbá válásával, 1661-ben az utrechti egyetem rendes tanára lett.

## Munkássága
Az utrechti filozófiaprofesszor, Henricus Renerius jóvoltából ismerkedett meg a descartes-i filozófiai tanokkal, amelyek lebilincselték a természettudományos érdeklődésű Regiust. Bár az első években közeli kapcsolatban állt Descartes-tal, akinek legkedvesebb hollandiai tanítványai közé tartozott, viszonyuk később megromlott. Amikor Regius 1646-ban kiadta a kartezianizmust a materializmus talaján továbbgondoló, Fundamenta physices (’A fizika alapjai’) című könyvét, a következő évben Descartes nyilvánosan megtagadta tanítványát, és kritizálta Regius merész gondolatait. 1647-ben kiadott Explicatio mentis humanae… (’Az emberi értelem magyarázata…’) című művében – Hobbes és Gassendi nyomdokain – az emberi eszme és lélek testhez kötöttségéről értekezett.
Nagy hatással volt az Utrechtben tanuló magyar diákokra, tanítványai közé tartozott Enyedi Sámuel, Sikó János és Némethi István, így közvetetten jelentős szerepet játszott a kertezianizmus magyarországi meggyökereztetésében. Apáczai Csere János 1655-ben megjelent Magyar encyclopaediájának természettudományos fejezetei nagyrészt Regius Philosophia naturalis (’Természetfilozófia’) című munkáján alapultak. Jóllehet, Apáczai később, a Disputatio philosophica de mente humana lapjain vitába szállt a Descartes tanainál továbbmerészkedő Regius materialisztikus elméletével.